# Deusdedit Mendes Ribeiro
Deusdedit Mendes Ribeiro, ou apenas Deusdedit Ribeiro, (Teresina, c. 1928 — Brasília, 7 de novembro de 2011) foi um advogado, funcionário público e político brasileiro, outrora deputado estadual pelo Piauí.

## Dados biográficos
Filho de Manoel Ribeiro Soares e Filomena Mendes Ribeiro. Graduado pela Faculdade de Direito do Piauí e funcionário público federal lotado como auditor fiscal, foi delegado regional do Trabalho no Piauí e diretor do Departamento de Administração Geral do estado. Eleito deputado estadual pelo PTB em 1962, foi cassado pelo Regime Militar de 1964, permanecendo preso e custodiado nas dependências da Assembleia Legislativa do Piauí antes de transferido para o 25.º Batalhão de Caçadores e depois recolhido à penitenciária de Teresina. Atuou como advogado em Brasília e teve o mandato parlamentar restituído simbolicamente cinquenta anos depois.